# Palaos aux Jeux olympiques d'été de 2012
Les Palaos participent aux Jeux olympiques d'été de 2012 à Londres. Il s'agit de leur 4e participation aux Jeux olympiques d'été, auxquels le pays n'a jamais remporté de médaille.
Cinq athlètes paluans participent à ces Jeux, dans quatre disciplines sportives : judo, athlétisme, natation et haltérophilie.

## Athlétisme
Hommes
| Athlète        | Épreuve | Séries   | Séries | Quarts de finale | Quarts de finale | Demi-finales | Demi-finales | Finale       | Finale       |
| Athlète        | Épreuve | Résultat | Rang   | Résultat         | Rang             | Résultat     | Rang         | Résultat     | Rang         |
| -------------- | ------- | -------- | ------ | ---------------- | ---------------- | ------------ | ------------ | ------------ | ------------ |
| Rodman Teltull | 100 m   | 11 s 06  | 5      | Pas qualifié     | Pas qualifié     | Pas qualifié | Pas qualifié | Pas qualifié | Pas qualifié |

Femmes
| Athlète          | Épreuve | Séries   | Séries | Quarts de finale | Quarts de finale | Demi-finales  | Demi-finales  | Finale        | Finale        |
| Athlète          | Épreuve | Résultat | Rang   | Résultat         | Rang             | Résultat      | Rang          | Résultat      | Rang          |
| ---------------- | ------- | -------- | ------ | ---------------- | ---------------- | ------------- | ------------- | ------------- | ------------- |
| Ruby Joy Gabriel | 100 m   | 13 s 34  | 7      | Pas qualifiée    | Pas qualifiée    | Pas qualifiée | Pas qualifiée | Pas qualifiée | Pas qualifiée |

## Haltérophilie
Hommes
| Athlète        | Compétition | Arraché  | Arraché | Épaulé-jeté | Épaulé-jeté | Total  | Rang |
| Athlète        | Compétition | Résultat | Rang    | Résultat    | Rang        | Total  | Rang |
| -------------- | ----------- | -------- | ------- | ----------- | ----------- | ------ | ---- |
| Stevick Patris | -62 kg      | 104 kg   | 15      | 130 kg      | 13          | 234 kg | 14   |

## Judo
| Athlète        | Compétition           | 1/16 de finale             | 1/8 de finale       | Quarts de finale    | Demi-finales        | Repêchage 1         | Repêchage 2         | Finale              | Finale        |
| Athlète        | Compétition           | Adversaire Résultat        | Adversaire Résultat | Adversaire Résultat | Adversaire Résultat | Adversaire Résultat | Adversaire Résultat | Adversaire Résultat | Rang          |
| -------------- | --------------------- | -------------------------- | ------------------- | ------------------- | ------------------- | ------------------- | ------------------- | ------------------- | ------------- |
| Jennifer Anson | Moins de 63 kg femmes | Tsedevsuren Perd 0000–1100 | Pas qualifiée       | Pas qualifiée       | Pas qualifiée       | Pas qualifiée       | Pas qualifiée       | Pas qualifiée       | Pas qualifiée |

## Natation
Femmes
| Athlète      | Compétition     | Séries  | Séries | Demi-finales  | Demi-finales  | Finale        | Finale        |
| Athlète      | Compétition     | Temps   | Rang   | Temps         | Rang          | Temps         | Rang          |
| ------------ | --------------- | ------- | ------ | ------------- | ------------- | ------------- | ------------- |
| Keesha Keane | 50 m nage libre | 28 s 25 | 50     | Pas qualifiée | Pas qualifiée | Pas qualifiée | Pas qualifiée |